# Peridinium
Peridinium es un género de protistas dinoflagelados de la clase Dinophyceae,  orden Peridiniales,  con dos flagelos heterocontos en el sulcus y el cíngulo. Son muy numerosos en el plancton. La división celular es oblicua, cada célula hija se lleva la mitad de la teca. Presentan forma globosa, bicónica, teca con placas ornamentadas.
Se ha encontrado que la especie Peridinium quinquecorne tiene una alga dorada (Chrysophyceae) endosimbionte que aún presenta plasto, mitocondria, dictiosoma y núcleo.

## Especies
Peridinium consta de las siguientes especiesː
- P. aciculiferum
- P. africanum
- P. allorgei
- P. anserinum
- P. baicalense
- P. baliense
- P. balticum
- P. bipes
- P. caudatum
- P. chattonii
- P. cinctum
- P. divergens
- P. gargantua
- P. gatunense
- P. geminum
- P. godlewskii
- P. granulosum
- P. gregarium
- P. gutwinskii
- P. hieroglyphicum
- P. keyense
- P. knipowitzschii
- P. limbatum
- P. lingii
- P. lomnickii
- P. morzinense
- P. ovatum
- P. palatinium
- P. palatinum
- P. playfairii
- P. pseudolaeve
- P. pusillum
- P. quadridens
- P. quinquecorne
- P. raciborskii
- P. steinii
- P. striolatum
- P. sydneyense
- P. umbonatum
- P. volkii
- P. volzii
- P. wierzejskii
- P. willei
- P. wisconsinense